# 岩手県立大船渡高等学校
岩手県立大船渡高等学校（いわてけんりつ おおふなと こうとうがっこう）は岩手県大船渡市猪川町に所在する公立の高等学校。通称「大高（だいこう）」。岩手県立大船渡農業高等学校の前身でかつて農業科が設置されていた。

## 設置学科
- 全日制課程
  - 普通科
- 定時制課程
  - 普通科

## 沿革
- 1920年（大正9年） 前身の岩手県気仙農学校開校
- 1923年（大正12年） 岩手県立盛学校と改称
- 1938年（昭和13年） 岩手県立盛農業園芸学校と改称
- 1944年（昭和19年） 岩手県立盛農業学校と改称
- 1948年（昭和23年） 学制改革により岩手県立盛農業高等学校と改称
- 1949年（昭和24年） 岩手県立盛高等学校と改称、普通科設置
- 1962年（昭和37年） 現在の岩手県立大船渡高等学校と改称
- 1965年（昭和40年） 岩手県立大船渡農業高等学校開校により農業科が移転、普通科のみとなる
- 1984年（昭和59年） 野球部が第56回選抜高等学校野球大会に出場し、ベスト4に進出。

## 部活動
- 運動部

野球部、バレーボール部、弓道部、バスケットボール部、ソフトテニス部、陸上競技部、柔道部、サッカー部、卓球部、バドミントン部、空手道部、ソフトボール部、水泳部
- 文化部

自然科学部、美術部、茶道部、吹奏楽部、演劇部、文学部、報道部
- 同好会

JRC同好会、パソコン同好会、囲碁・将棋同好会、書道同好会

## 著名な出身者
- 藤原良信（元参議院議員）
- 新沼勝利（東京農業大学名誉教授　東京情報大学元学長）
- 桜田和之（静岡第一テレビ代表取締役社長。元日本テレビ放送網 執行役員）
- 畠山直哉（写真家）
- 鈴木裕（ゲームクリエイター）
- 佐々木茂（元プロ野球選手、バレー部OB）
- 今野章（元サッカー選手）
- 小笠原満男（元サッカー選手）
- 中田洋介（サッカー選手）
- 栗生澤淳一（元バレーボール選手、バルセロナオリンピック日本代表）
- 千葉誠樹（俳優）
- 横道毅（俳優、花組芝居所属）
- 佐藤有希（フリーアナウンサー、元秋田放送アナウンサー）
- 佐々木朗希（プロ野球選手、ロサンゼルス・ドジャース傘下所属）
- 高橋怜子（写真家。2018年にナショナルジオグラフィックの写真コンテストにおいて日本人初のグランプリを受賞）
- 渕上清（大船渡市長）

## 著名な教職員・関係者
- 甘竹勝郎（大船渡高校元教諭、元大船渡市長）
- 國保陽平（同校硬式野球部副部長・元監督）

## 交通
- 東日本旅客鉄道（JR東日本）大船渡線・三陸鉄道リアス線 盛駅より岩手県交通バス利用。
  - ｢大船渡住田線　住田高校行｣
  - ｢立根行｣(一関大船渡線及び立根田谷線は除く)
    - 以上の路線に乗車し、｢大船渡高校入口｣下車。徒歩10分。